# Christoph Imboden
Christoph Niklaus Imboden (* 28. April 1946 in Zürich) ist ein britisch-schweizerischer Ornithologe, Ökologe und Naturschützer.

## Leben
Nach seiner Promotion zum Ph.D. in den Bereichen Zoologie und Ökologie an der Universität Basel im Jahr 1972 wechselte Imboden im Folgejahr zum New Zealand Wildlife Service, wo er bis 1974 als leitender Wissenschaftler in der Fauna Survey Unit arbeitete. Von 1977 bis 1979 hatte er dort den Posten des Assistenzdirektors inne. Von 1975 bis 1976 war er Naturschutzbeauftragter beim World Wildlife Fund. 1980 wurde Imboden zum ersten Generaldirektor des International Council for Bird Preservation (ICBP) gewählt, ein Amt, das er bis 1996 bekleidete. Während seiner Amtszeit wurde unter anderem mit Unterstützung des WWF eine neue professionelle Struktur aufgebaut, die die Gründung von zahlreichen Büros auf vier Kontinenten ermöglichte. 1985 war der ICBP bereits bei über 200 Naturschutzprojekten in 42 Ländern aktiv. 1994 erfolgte die Umbenennung in BirdLife International, wo Imboden seit 1996 als unabhängiger Berater tätig ist. Von 2002 bis 2003 war er Geschäftsführer des WWF Schweiz.

## Auszeichnungen
1993 erhielt er die Naturschutzmedaille der Royal Society for the Protection of Birds und im selben Jahr den Premio Gaia in Sizilien. 1996 wurde er von Prinz Bernhard der Niederlande mit dem Orden der Goldenen Arche ausgezeichnet. Im Jahr 2000 wurde er von BirdLife International mit der President’s Medal gewürdigt. 2008 erhielt er den Peter Scott Memorial Award der IUCN.

## Schriften
Imboden ist Autor und Co-Autor mehrerer Bücher und Studien, darunter 
- Zug, Fremdansiedlung und Brutperiode des Kiebitz Vanellus vanellus in Europa: Eine gesamteuropäische Euring-Ringfundauswertung mit Hilfe einer EDV-Anlage (1974)
- Leben am Wasser – Kleine Einführung in die Lebensgemeinschaften der Feuchtgebiete (1976)
- Eaux vivantes: Initiation à la biologie des zones humides (1976)
- The Wildlife Values of Saltwater State Forest, South Westland (1978)
- Comparisons of the Climates of the Two Habitats of Hamilton’s Frog (Leiopelma Hamiltoni (McCulloch)), 1978
- Wildlife values and wildlife conservation in South Westland (1979)
- Bird Survey in Whirinaki Forest (1979)
- Rettet die Vogelwelt (mit Anthony W. Diamond, Gerhard Thielcke, Rudolf L. Schreiber und Horst Stern) (1987)

1992 schrieb Imboden das Vorwort zum ersten Band des Handbook of the Birds of the World.